# وسام فرانسيس الأول
وسام فرانسيس الأول أو الوسام الملكي لفرانسيس الأول هو وسام كان يُمنح في مملكة الصقليتين السابقة قبل توحيد إيطاليا في عام 1861، والتي كانت تتألف من إقليمي بيدمونتي وسردينيا.أعاد الأمير كارلو دوق كاسترو إحياء وسام فرانسيس الأول ومنحه لخدمات الأعمال الخيرية والتفاهم بين الأديان، وضم مجلس وسام فرانسيس الأول في عضويته عدداً من رجال الدولة وسيدات الدولة من غير الروم الكاثوليك.

## لمحة تاريخية
أنشئ الوسام الملكي لفرانسيس الأول في 28 سبتمبر 1829 كوسام الاستحقاق المدني في مملكة الصقليتين السابقة، وكان يُمنح للتميز في الخدمة العامة والعلوم والفنون والزراعة والصناعة والتجارة.
استمر الملك المنفي فرانسيس الثاني وشقيقه وخليفته الأمير ألفونسو كونت كاسيرتا في منح وسام فرانسيس الأول حتى عام 1920 على الرغم من زوال ملكهما على إثر ضم مملكة الصقليتين إلى إيطاليا في عام 1961 حيث كانا لا يزالا يتمتعان بجميع امتيازات التاج الملكي حتى ذلك الوقت، وقبل الأمير فرديناند بيوس دوق كالابريا والذي كان رئيسًا للعائلة في الفترة ما بين عامي 1934-1960 الوجود الفعلي للدولة الإيطالية وتخلي عن التمسك بالعرش معتبراً الأمر منتهياً، بينما واصل ابن أخيه إنفانتي ألفونسو دوق كالابريا استخدام الوسام ومن بعده ابن أخيه إنفانتي كارلوس دوق كالابريا.
أعاد الأمير كارلو دوق كاسترو منح الوسام مثل والده الأمير فرديناند دوق كاسترو ورئيس سلالة العائلة المنحدرة من الأمير رانييري دوق كاسترو، وقد أضاف إلى الوسام درجة جديدة هي درجة السيد الكبير.

## الدرجات
يُمنح وسام فرانسيس الأول في ثلاث طبقات، وهي:
- وسام فارس الصليب الكبير: يتألف من شارة تُعلق بشريط في وشاح ونجمة.
- وسام سيدة الصليب الكبرى: يتألف من شارة وشريط مزين بفيونكة محاط بالذهب ومغطى بزهور فلور دي ليز.
- وسام قائد الفرسان: يتألف من صليب يتدلى من شريط يلف حول العنق.
- وسام السيدة القائدة: يتألف من شارة تتدلى من شريط مع قوس محاط بالذهب وصليب.
- وسام الفارس من الدرجة الأولى: يتألف من شارة تتدلى من شريط وصليب.
- وسام السيدة من الدرجة الأولى: يتألف من شارة تتدلى من شريط مع القوس والصليب.

|             |             |                         |
| وسام الفارس | وسام القائد | وسام فارس الصليب الكبير |

## أبرز الحاصلون على الوسام

### سيدات حاصلات على وسام فرانسيس الأول من طبقة الصليب الكبير
| اسم الحاصلة على الوسام                 | ملاحظات                       |
| -------------------------------------- | ----------------------------- |
| بنديكت أميرة الدنمارك                  |                               |
| إيلينا أميرة رومانيا                   | مُنحت الوسام في 29 يوليو 2012  |
| سينيتاكالا فاكافانوا                   |                               |
| كاتارينا أميرة يوغوسلافيا              |                               |
| الأرشيدوقة ماريا إيزابيلا أميرة النمسا |                               |
| مارجريت تاتشر                          | مُنحت الوسام في 14 نوفمبر 2003 |

### حاصلون على وسام فرانسيس الأول من طبقة الصليب الكبير
| الحاصل على الوسام      | ملاحظات                       |
| ---------------------- | ----------------------------- |
| جافين فار آرثر         |                               |
| نظمي أوشي              |                               |
| زكي بدوي               |                               |
| أنتوني بيلي            | مستشار العلاقات العامة        |
| عبد القادر باجمال      |                               |
| روبرت بالتشين          | بارون لينجفيلد (2014)         |
| فريدريك بالانتين       |                               |
| الأميرة بنديكت         | أميرة الدنمارك                |
| جاستون براون           |                               |
| جورج كاري              |                               |
| الأمير كارلو           | دوق كاسترو                    |
| أندريتسيج سيكانوفسكي   |                               |
| رشيدة داتي             |                               |
| مور أثناسيوس توما داود |                               |
| ارمياس سهل سيلاسي      |                               |
| فرديناند الثاني        | ملك الصقليتين                 |
| الأمير فرديناند        | دوق كاسترو                    |
| جاستن فورتوناتو        | (1777–1862)                   |
| جيوفانا                | ملكة إيطاليا                  |
| جريجوريوس ثيخاروس      |                               |
| أمينة غريب فقيم        |                               |
| لوديفيك فان هايدن      |                               |
| عاطفة جهجاجا           |                               |
| مارسيلين جوبارد        |                               |
| محمود خيامي            |                               |
| ليكا                   | ولي عهد ألبانيا (مواليد 1982) |
| جيلبرت مونكتون         |                               |
| نيكولاس                | ولي عهد الجبل الأسود          |
| علي عبدالله صالح       |                               |
| خالد بن فيصل ال سعود   |                               |
| سيغموند ستيرنبرغ       |                               |
| توم ثابان              |                               |
| إدوارد توماسون         |                               |
| جورج توبو الخامس       |                               |
| توبوتوا أولوكالالا     |                               |
| ديزموند توتو           |                               |
| فيليب فوجانوفيتش       |                               |
| جيرالد جروسفينور       | دوق وستمنستر السادس (2006)    |
| ويليام                 | دوق فورتمبيرغ                 |
| رودني ويليامز          | (الحاكم العام) (نوفمبر 2014)  |
| روان ويليامز           | (2004)                        |

### حاصلون على وسام وسام فرانسيس الأول من طبقة قائد الفرسان
| اسم الحاصل على الوسام | ملاحظات                   |
| --------------------- | ------------------------- |
| جون ألدردايس          | بارون ألدردايس            |
| دانيال برينان         | بارون برينان              |
| جون بورلاند           |                           |
| ديزموند دي سيلفا      | محامٍ                      |
| تشارلز دينمان         | بارون دينمان الخامس       |
| ديفيد دوري            |                           |
| روبرت تود جيفين       |                           |
| ناصر خليلي            |                           |
| كونستانتين            | حاكم هوهنلوه-شيلينجزفورست |
| موثيتجوا ميتسينغ      |                           |
| سيون نجونجو كيووا     |                           |
| ابو بكر القربي        |                           |
| بندر بن خالد الفيصل   |                           |
| مايكل سمورفيت         |                           |
| كونراد سوان           |                           |
| إميدو تالياني         |                           |
| واشنطن كارول تيفيس    |                           |

### حاصلون على وسام فرانسيس الأول من طبقة الفرسان
- ريتشارد ل. كوسنوتي
- ماثيو د. دوبي

### حاصلون على طبقات غير معروفة من الوسام
- غاسباري سبونتيني
- فينسينزو تينيو